# Parafia Najświętszej Maryi Panny Nieustającej Pomocy w Woli Zaradzyńskiej
Parafia Najświętszej Maryi Panny Nieustającej Pomocy w Woli Zaradzyńskiej – parafia rzymskokatolicka, znajdująca się w archidiecezji łódzkiej, w dekanacie pabianickim.
Proboszczem parafii jest ks. Wojciech Błaszczyk.